# Velon
Vélon est un regroupement d'équipes cyclistes, lancé le 25 novembre 2014, dont le but est de faire pression sur les dirigeants et organisateurs du cyclisme mondial. 
Ce groupe organise de 2017 à 2019 les Hammer Series.
Pour la saison 2023, Velon lance Road To Code une plateforme de "Fantasy Cycling" basé sur la blockhain Hedera. 

## Création
Le rassemblement a été créé le 25 novembre 2014, par les équipes Belkin, Garmin-Sharp, Lampre-Merida, Lotto-Belisol, Omega Pharma-Quick Step, Orica-GreenEDGE, Giant-Shimano, Sky, Tinkoff-Saxo et Trek Factory Racing. Son premier président est Graham Barlett.

## Objectifs
Le groupe de pression ambitionne de changer le modèle économique du cyclisme, pour aller vers un système de ligue fermée, où les équipes professionnelles partagent les revenus des épreuves avec les organisateurs, comme Amaury Sport Organisation pour le Tour de France.

## Controverse
Certains directeurs sportifs n'ont pas souhaité intégrer le mouvement, comme Jean-René Bernaudeau, de l'équipe Europcar, qui estime la ligue fermée concurrente de l'UCI trop éloignée de l'idée qu'il se fait du cyclisme.